# Gomphus descriptus
Gomphus descriptus là loài chuồn chuồn trong họ Gomphidae. Loài này được Banks mô tả khoa học đầu tiên năm 1896.

## Hình ảnh

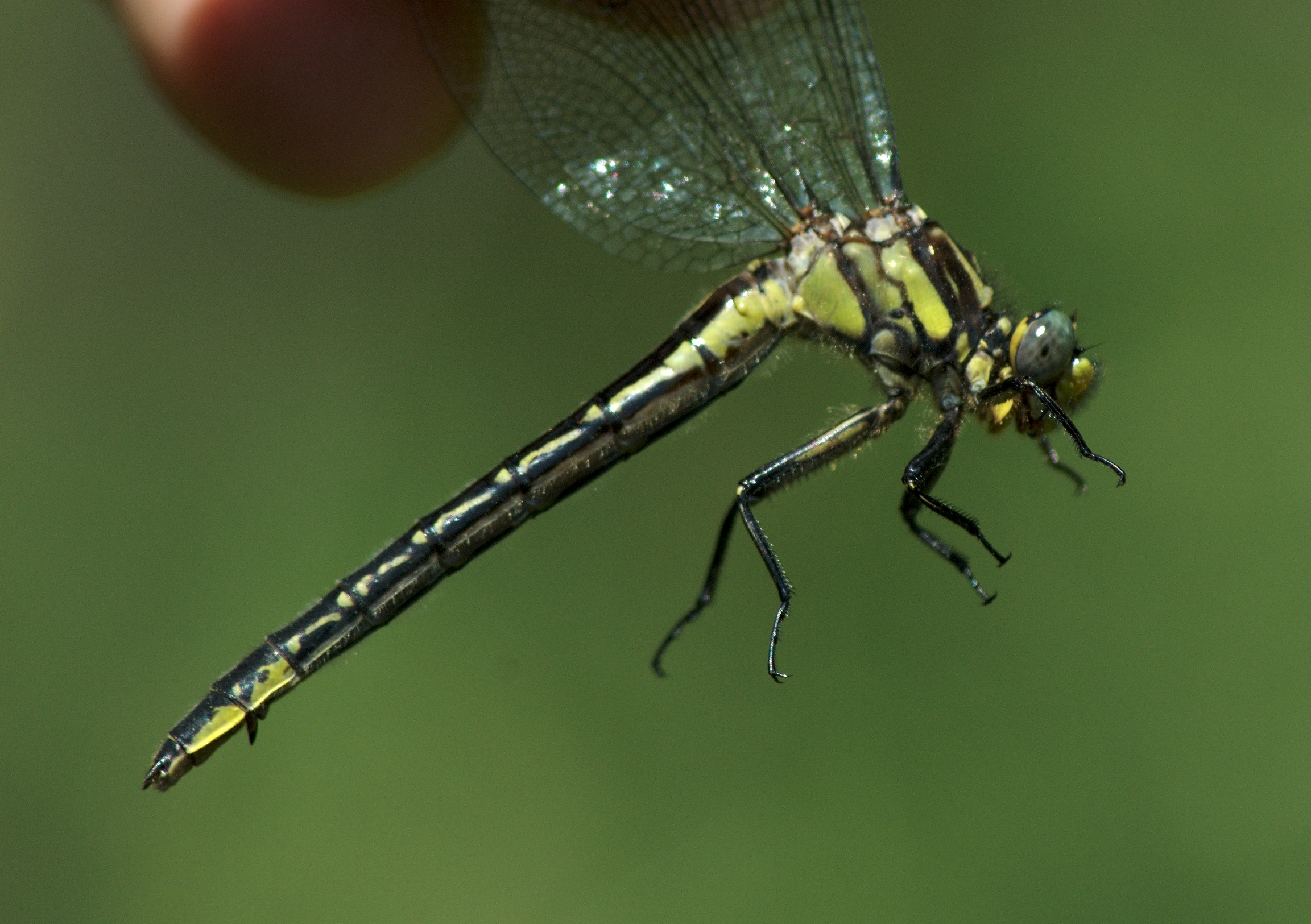
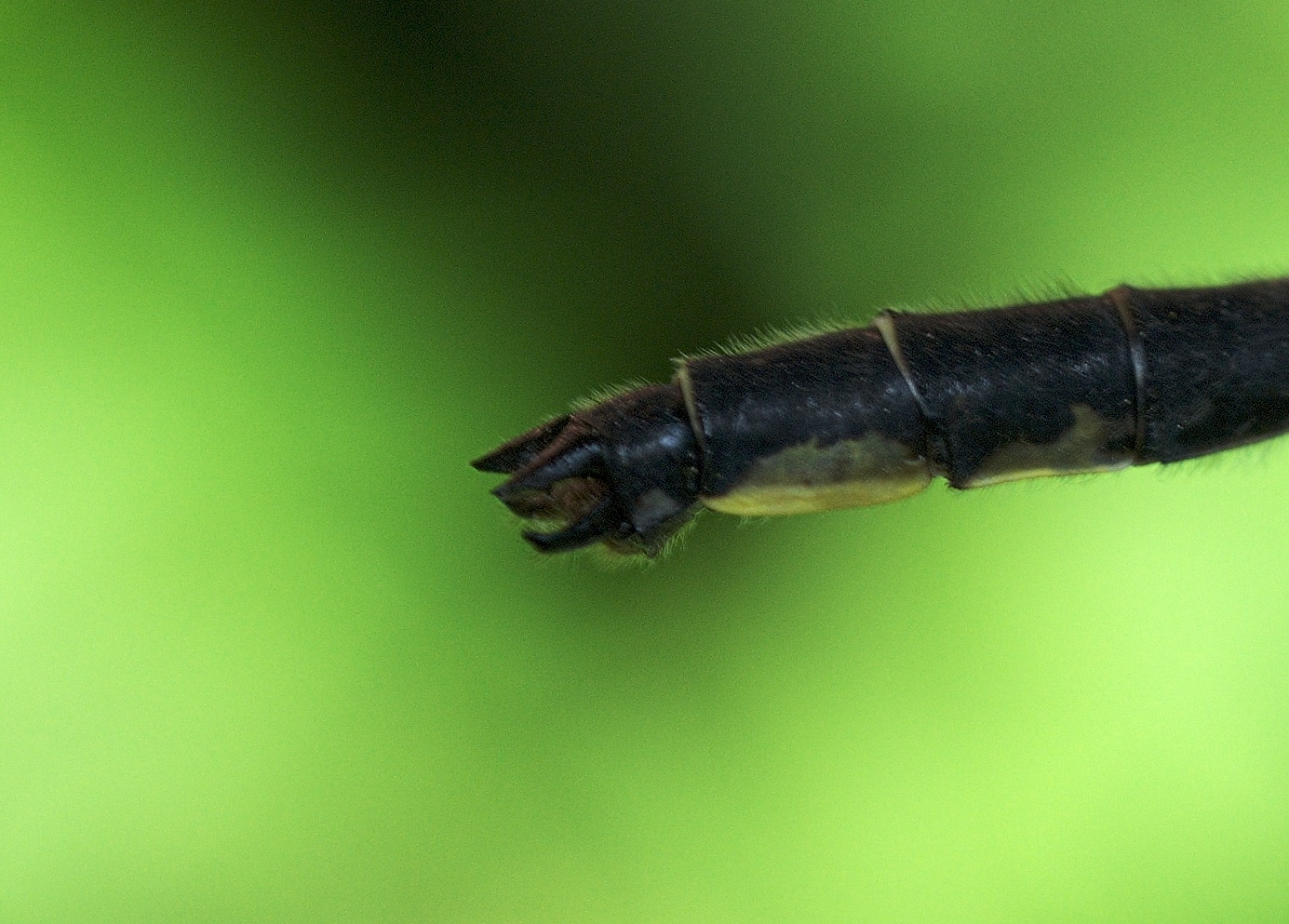